# Boisleux-Saint-Marc
Boisleux-Saint-Marc ist eine französische Gemeinde mit 256 Einwohnern (Stand 1. Januar 2022) im Département Pas-de-Calais in der Region Hauts-de-France. Sie gehört zum Arrondissement Arras, im Kanton Arras-3 und zum Kommunalverband Urbaine d’Arras.

## Lage
Die Gemeinde Boisleux-Saint-Marc liegt am Südostrand des Artois, neun Kilometer südlich von Arras. Das Gemeindegebiet wird vom Fluss Cojeul durchquert. Nachbargemeinden von Boisleux-Saint-Marc sind Mercatel im Norden, Boiry-Becquerelle im Osten, Boyelles im Südosten, Hamelincourt im Süden sowie Boisleux-au-Mont im Westen.

## Bevölkerungsentwicklung
| Jahr                       | 1962 | 1968 | 1975 | 1982 | 1990 | 1999 | 2011 | 2022 |
| -------------------------- | ---- | ---- | ---- | ---- | ---- | ---- | ---- | ---- |
| Einwohner                  | 91   | 99   | 87   | 96   | 164  | 208  | 238  | 256  |
| Quellen: Cassini und INSEE |      |      |      |      |      |      |      |      |

## Sehenswürdigkeiten

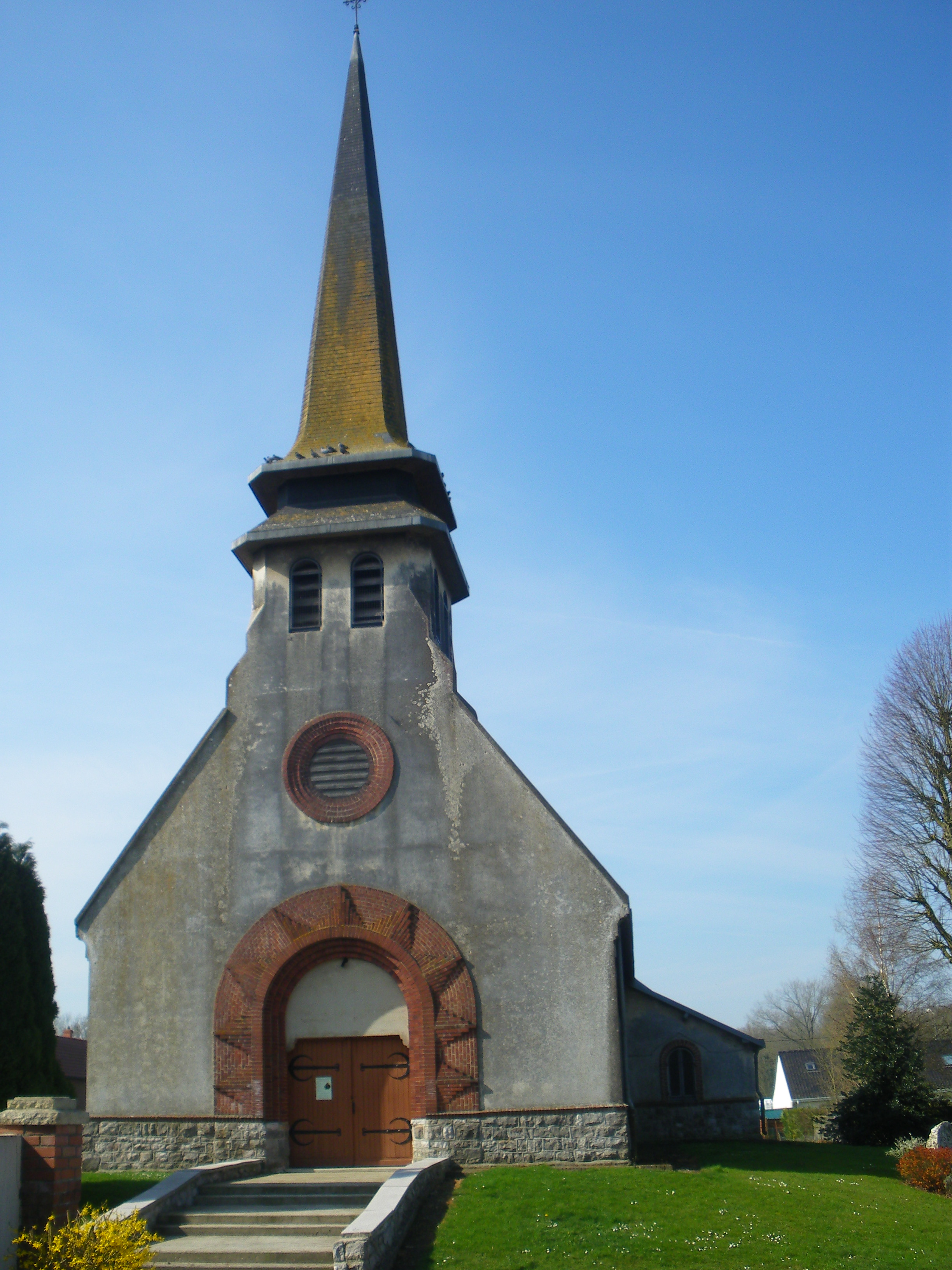
Kirche Notre-Dame-de-la-Salette
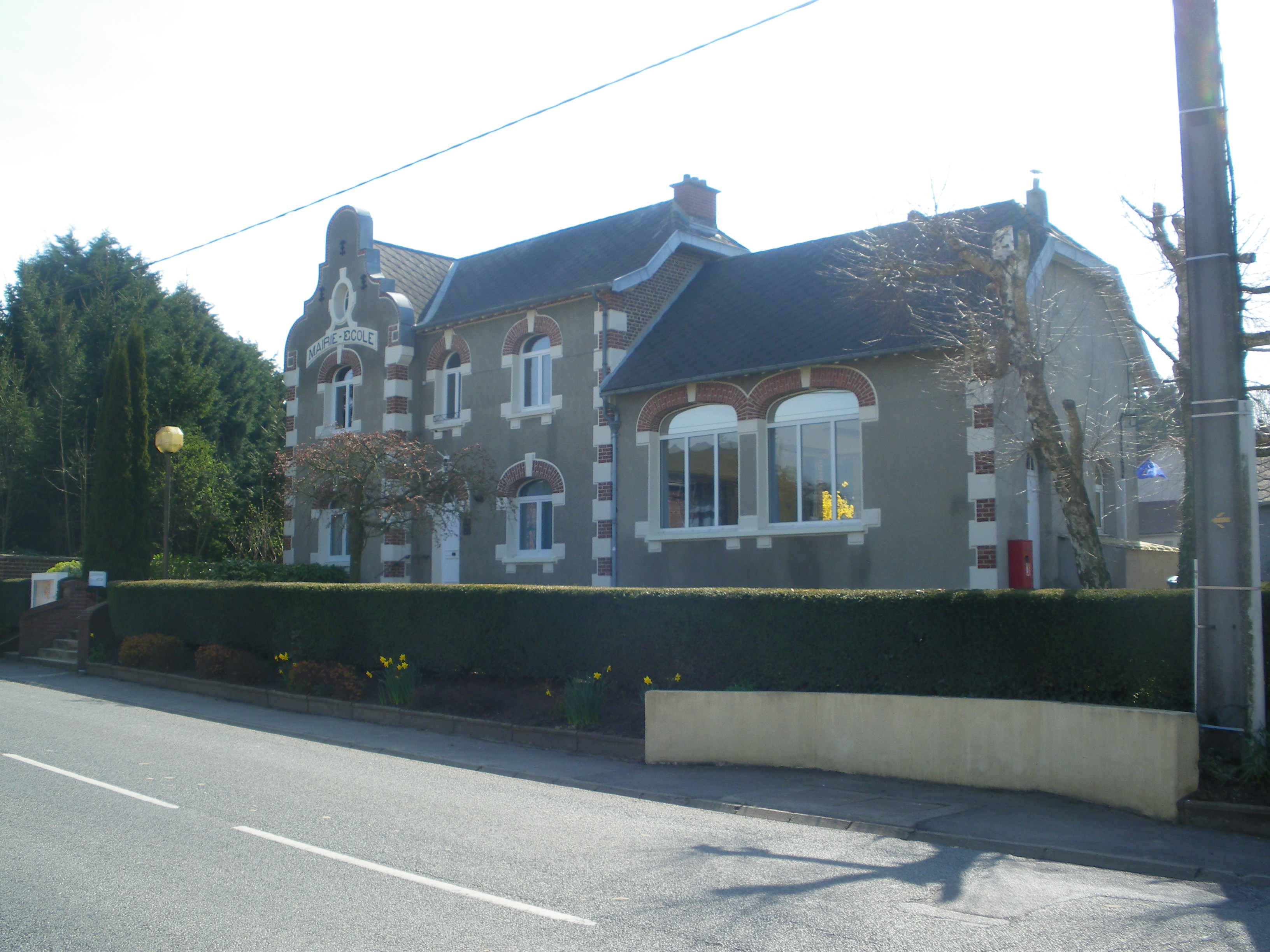
Mairie

- Kapelle Notre-Dame-de-la-Salette
- Wasserturm
- Soldatenfriedhof des Commonwealth

- Kirche Notre-Dame-de-la-Salette
- Mairie